# Anthaxia gussmannae
Anthaxia gussmannae es una especie de escarabajo del género Anthaxia, familia Buprestidae. Fue descrita científicamente por Bílý en 2002.